# Кадыковка (Пензенская область)
Кадыковка — село в Наровчатском районе Пензенской области России. Входит в состав Орловского сельсовета.

## География
Село находится в северо-западной части Пензенской области, в пределах западного склона Приволжской возвышенности, в лесостепной зоне, на правом берегу реки Паньжи, на расстоянии примерно 8 километров (по прямой) к северо-западу от села Наровчат, административного центра района. Абсолютная высота — 170 метров над уровнем моря.

### Климат
Климат характеризуется как умеренно континентальный, с холодной продолжительной зимой и тёплым летом. Среднегодовая температура воздуха — 3,6 — 3,8 °C. Средняя температура воздуха самого тёплого месяца (июля) — 20 °C; самого холодного (января) — −13 °C. Безморозный период длится 128 дней. Продолжительность вегетационного периода — в среднем 176 дней. Среднегодовое количество атмосферных осадков составляет 538 мм, из которых большая часть выпадает в тёплый период. Снежный покров устанавливается в конце ноября и держится в течение 136 дней.

### Часовой пояс
Село Кадыковка, как и вся Пензенская область, находится в часовой зоне МСК (московское время). Смещение применяемого времени относительно UTC составляет +3:00.

## Население
| 1795 | 1864 | 1877 | 1897 | 1912  | 1926  | 1930  |
| ---- | ---- | ---- | ---- | ----- | ----- | ----- |
| 738  | ↘710 | ↗926 | ↗957 | ↗1172 | ↗1219 | ↗1294 |
| 1937 | 1959 | 1979 | 1989 | 1996  | 2002  | 2010  |
| ↘803 | ↘472 | ↘341 | ↘272 | ↘249  | ↘205  | ↘163  |

### Национальный состав
Согласно результатам переписи 2002 года, в национальной структуре населения русские составляли 99 % из 205 чел.